# Большие Алабухи
Большие Алабухи — село в Грибановском районе Воронежской области.
Административный центр Большеалабухского сельского поселения.

## История
Основано в 1740-е годы около устьев реки Большая Алабушка и реки Малая Алабушка на землях, принадлежавших графам Воронцовым. В середине XIX века принадлежали графам Шуваловым. Входило в состав Борисоглебского уезда Тамбовской губернии. Центр волости.
В 1873 году в селе Большие Алабухи построена церковь Николая Чудотворца, в 1874 году открылась земская школа.
В настоящее время в селе Большие Алабухи имеются сельскохозяйственная артель «Озерное», 5 крестьянских фермерских хозяйств, средняя школа, детский сад, Дом культуры, участковая больница, почтовое отделение.

## География

### Улицы
| - ул. Ленинская, - ул. Набережная, - ул. Народная, - ул. Октябрьская, - ул. Первомайская, - ул. Проезжая, - ул. Садовая, - ул. Советская, - ул. Украинская, | - пер. Калинина, - пер. Крестьянский, - пер. Свободы, - пер. Степана Разина, - пер. Февральский. |

пл. Революции

## Население
| 2010 |
| ---- |
| 626  |

## Известные жители
Уроженцами села Большие Алабухи являются художник Беднов Леонид Семёнович , прозаик, член Союза писателей СССР Сорокин Михаил Петрович ,  физик-теоретик, разработчик ядерного оружия, Герой Социалистического Труда Шумаев, Михаил Петрович.